# 長谷川ミク
長谷川 ミク（はせがわ みく、1985年5月10日 - ）は、日本のAV女優、グラビアアイドル。所属事務所は＆Ｍ。
宮沢りえに憧れていたことがあり、そこからアイドルを目指したという。

## 出演

### ラジオ
- 後藤麻衣のDon't Worry!!（文化放送）- 2011年3月1日ゲスト

### 映画
- すべての女に嘘がある（2012年1月公開、日本出版販売） - 森山真由美 役

## 作品

### DVD
- AV寸前! MIKU（2008年7月25日、コンセント）
- 現役アイドル擬似本番! MIKU（2008年9月25日、コンセント）
- みくの限界クイコミ宣言（2008年12月13日、21世紀FAX）
- Real Venus（2009年3月13日、ベガファクトリー）
- みくの限界クイコミ宣言～セカンドインパクト～（2009年4月11日、21世紀FAX）
- SEE-THROUGH（2009年8月16日、レイフル）
- GOKUERO（2009年11月22日、レイフル）
- VOLTAGE-CLASH（2009年12月16日、オルスタックピクチャーズ）
- VOLTAGE-CLASH 欲情（2010年1月26日、オルスタックピクチャーズ）
- GOKUERO vol.2（2010年4月24日、レイフル）
- 可憐少女（2010年6月25日、グラッソ）
- ミクミクイク（2010年8月13日、キングダム）
- ミクの伝説（2010年10月22日、キングダム）
- おやすミク☆ミク・ファイナルステージ（2010年12月23日、Hi trip）
- Love 39（2011年3月11日、キングダム）
- ミクショック（2011年5月13日、キングダム）
- ミク イン ハリウッド（2011年7月8日、キングダム）
- PORNO（2011年8月12日、キングダム）
- モンマルトル（2011年9月9日、キングダム）
- シャトー　ドゥ　アンジュ（2011年10月14日、キングダム）
- Maximum（2011年11月11日、キングダム）
- 無修正 〜モルディブ編〜　〜フランス編〜（2012年11月9日、キングダム）
- 無修正～バリ島編～ ～アメリカ編～（2013年5月17日、キングダム）

複数
- アブナイ!!Tバック学園の大暴走Vol.17（２008年11月21日、メディアブランド）共演：山川ちづる、ふくやまさち
- 桃色商事2（2009年11月21日、レイフル）共演：朝唐あく美、杉本みのり、相楽愛花
- いっそシリナーデ（2010年3月26日、キングダム）共演:深山あすか
- VOLTAGE-W CLASH 長谷川ミク&佐々木ゆり（2010年5月18日、オルスタックピクチャーズ）共演:佐々木ゆり

### 写真集
- Emeraude（2012年1月25日、双葉社、撮影：篠原潔）ISBN 978-4575303810

### アダルトビデオ
- AV DEBUT 芸能人 長谷川ミク（2012年1月7日、SODクリエイト）
- ミク先生がたっぷりHなこと教えてア・ゲ・ル(ハート) 女教師 長谷川ミク （2012年2月9日、SODクリエイト）
- 性欲、覚醒 芸能人 長谷川ミク（2012年3月8日、SODクリエイト）
- 誘惑痴女Style 芸能人 長谷川ミク（2012年4月5日、SODクリエイト）
- 超高級ソープ嬢 長谷川ミク（2012年5月10日、SODクリエイト）
- FIRST IDEAPOCKET 長谷川みく（2012年9月19日、アイデアポケット）
- 瞬殺！一撃バズーカ顔射 長谷川みく（2012年10月19日、アイデアポケット）
- ほろ酔いSEX 長谷川みく（2012年11月19日、アイデアポケット）
- みく先生の誘惑授業（2012年12月19日、アイデアポケット）
- 長谷川みくの濃厚な接吻とSEX（2013年1月19日、アイデアポケット）
- DIGITAL CHANNEL DC101 長谷川みく（2013年2月1日、アイデアポケット）
- 美女のパイパンSEX ツルマンは感度も快感も桁違い 長谷川みく（2013年3月19日、アイデアポケット）
- 秘密女捜査官～堕ちゆく誇り高き美人エージェント～ 長谷川みく（2013年4月19日、アイデアポケット）
- 国際指名手配犯 痴女三姉妹 ～これが私達の性義～ 冬月かえで 長谷川みく 丘咲エミリ（2013年5月19日、アイデアポケット）
- 新・絶対的美少女、お貸しします。 ACT.02（2013年6月11日、プレステージ）
- またがりたい… 長谷川みく（2013年7月19日、ワープエンタテインメント）
- 淫乱痴女 長谷川みく（2013年7月19日、乱丸）
- 射精より気持ち良い男の潮吹き 長谷川みく（2013年8月1日、ワンズファクトリー）
- チクビ快感伝道師 長谷川みく（2013年8月2日、ワープエンタテインメント）
- 魔が差した美人浮気妻は夫に隠れて犯され淫靡な快楽に目覚めてしまう 長谷川ミク（2013年8月8日、ヒビノ）
- 痴女家庭教師-ベロンベロン舐め狂う淫舌お姉さん- 長谷川みく（2013年8月25日、美）
- もう、先生我慢の限界なの…。 女教師、中出し性交 長谷川みく（2013年9月7日、BeFree）
- 受付嬢in…［脅迫スイートルーム］ Miss Reception Miku（24）（2013年9月20日、ドリームチケット）
- ハセミク 超絶エロクイーンこと長谷川みく PREMIUM BOX 8時間（2013年10月1日、アイデアポケット）
- 責めて・焦らして・イカせてあげる 真性痴女 長谷川みくが自由気ままにSEXしまくる 女性上位の3本番（2013年10月1日、蜜月）
- タマらなく性交したくなる淫口 長谷川みく（2013年10月4日、ワープエンタテインメント）
- 夫の目の前で犯されて- 義兄の欲望II 長谷川みく（2014年2月7日、アタッカーズ）